# Normoksemia
Normoksemia – termin medyczny, określający prawidłowe ciśnienia parcjalnego (PaO2) tlenu w krwi tętniczej, wyznaczone w trakcie gazometrii.
Norma ta wynosi 70–116mm Hg (9,2–15,5 kPa).

## Zobacz
- hipoksemia
- hipoksja

Przeczytaj ostrzeżenie dotyczące informacji medycznych i pokrewnych zamieszczonych w Wikipedii.